# Монтейру Лобату
Монтейру Лобату (порт.-браз. Monteiro Lobato), справжнє ім'я Жозе Бенту Монтейру Лобату (порт.-браз. José Bento Monteiro Lobato), ім'я при народженні Жозе Ренату (порт.-браз. Renato) Монтейру Лобату; 18 квітня 1882, Таубате — 4 липня 1948) — один із найбільших бразильських письменників, перекладач і художній критик. Найбільш відомий циклом творів для дітей під назвою «Орден Жовтого Дятла». Засновник одного з перших бразильських видавництв Companhia Editora Nacional.

## Життєпис
Народився в Таубате, Сан-Паулу в сім'ї Жозе Бенту Маркондеса Лобату і Олімпії Аугусто Монтейру Лобату. У семирічному віці почав навчання в коледжі і звернувся з інтересом до великої бібліотеки свого діда по материнській лінії Жозе Франсіско Монтейру. У перші роки студентства почав публікувати невеликі оповідання.
У 1904 отримав ступінь бакалавра права і повернувся в Таубате, де познайомився зі своєю майбутньою дружиною Марією Пурезою да Натівідаде де Соуза і Кастру (Пурезіньєю). Одружився в 1908. У 1909 народилася його старша донька Марта, в 1910 — син Едгар, в 1912 — Гільєрме, а в 1916 — Рут.
Політично Лобату був прихильником державної монополії на гірничодобувну і нафтову промисловість. За свої ліберальні погляди був заарештований під час правління Жетулью Варгаса в 1941.
Монтейру Лобату помер в Сан-Паулу в 1948. Похований на цвинтарі Консоласан в Сан-Паулу.

## Творчість

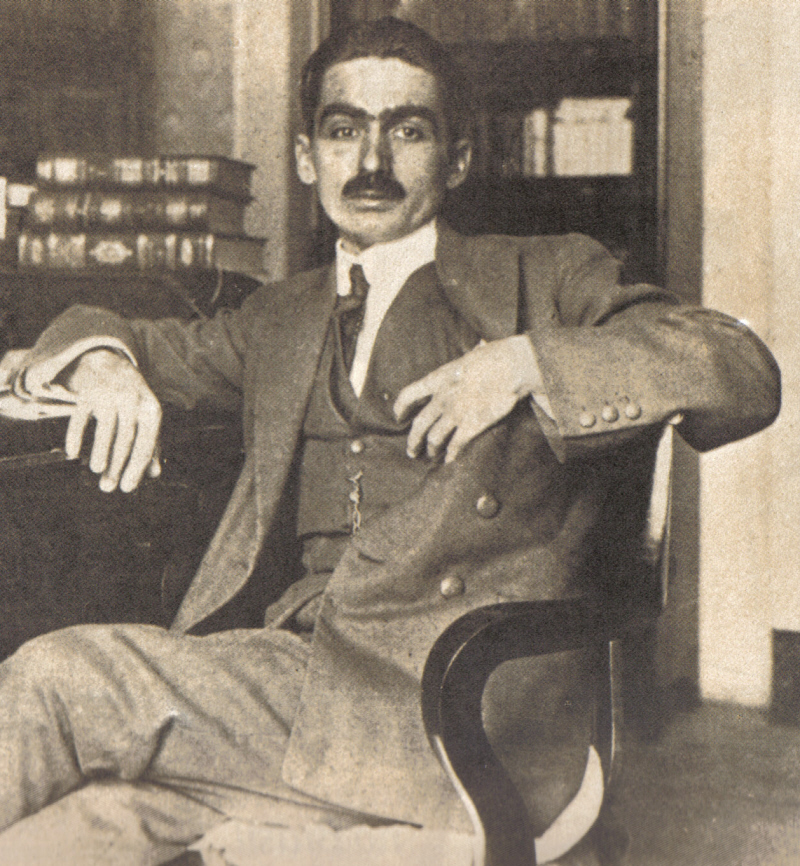
Монтейро Лобату в 1920 році.

«Орден Жовтого Дятла», що описує пригоди дітей на бразильській фермі, поєднує елементи реальності і казки. У ньому беруть участь діти, ляльки, що говорять, а також персонажі відомих казок. З метою полегшення завдання шкільної освіти Лобату ввів у текст освітні елементи: для розуміння казки потрібно знати сюжети інших казок, а також необхідні загальні знання, наприклад, з історії та міфології, які вивчають в школі.
Книги Лобату були і залишаються надзвичайно популярними в Бразилії, за ними були поставлені телевізійні програми. «Орден Жовтого Дятла» був екранізований п'ять разів: у 1952, 1964, 1967, 1977 і 2001 роках.
Монтейру Лобату був також відомим журналістом, що регулярно писав у відомі газети і журнали. Зокрема, в 1922 він різко критикував Тиждень сучасного мистецтва (порт. Semana da Arte Moderna), що пройшов у Ріо-де-Жанейро і став ключовою подією для приєднання Бразилії до сучасних художніх течій.
У 1919 Лобату придбав Revista do Brasil, один з перших бразильських літературно-художніх журналів, а в 1920 заснував власне видавництво. Надалі брав участь у заснуванні двох великих бразильських видавництв, Companhia Nacional і Editora Brasiliense.
Крім того, Монтейру Лобату був перекладачем з англійської мови. Зокрема, він переклав на португальську казки «Аліса в Країні чудес» і «Аліса в Задзеркаллі».
Твори Монтейру Лобату були перекладені іспанською, італійською, польською, естонською мовами.
Письменник є одним з піонерів бразильської фантастики, зокрема у науково-фантастичному романі Лобату «Чорний президент, або расовий шок», до влади приходить чорношкірий. Українською мовою у 1924 році було перекладено фантастичне оповідання «Цятка».

### Дитячі книги
- «Дівчинка з кирпатим носом» (1920)
- «Забави Носішки» (1931)
- «Подорож в небо» (1932)
- «Мисливські подвиги Педріньо» (1933)
- «Загальна історія для дітей» (1933)
- «Автобіографія Емілії і Пітера Пена» (1936)
- «Емілія в країні граматики і її книга з математики» (1934)
- «Географія дони Бенте» (1935)
- «Бесіда з доной Бенте і Історія винаходів» (1937)
- «Дон Кіхот для дітей» (1936)
- «Палац віконта» (1937)
- «Казки тітоньки Настасії» (1937)
- «Жовтий дятел і реформування природи» (1939)
- «Мінотавр» (1937)
- «Ключ до розміру» (1942)
- «Байки» (1942)
- «Дванадцять подвигів Геракла» (2 тт; 1944)

## Екранізації
- O Saci (фільм, 1951)
- Sítio do Picapau Amarelo (телесеріал, 1952 — 1963)
- O Pica-pau Amarelo (фільм, 1973)
- Sítio do Picapau Amarelo (телесеріал, 1977 — 1986)
- Sítio do Picapau Amarelo (мультсеріал, 2012 — 2016)